# Cirurgia bariátrica
Gastroplastia, também chamada de cirurgia bariátrica, cirurgia da obesidade ou ainda de cirurgia de redução do estômago, é, literalmente, a plástica do estômago (gastro = estômago, plastia = plástica) que tem como o objetivo reduzir o peso de pessoas com o IMC muito elevado.
É uma cirurgia realizada em pessoas com o peso muito acima do ideal, os chamados obesos mórbidos.
O Brasil é o 2.º colocado em número absoluto de cirurgias bariátricas, com 60 mil por ano, ficando atrás apenas dos EUA, onde são realizadas 300 mil.

## Indicações gerais para cirurgia bariátrica segundo OMS
1. Pessoas com Índice de Massa Corpórea (IMC) igual ou superior a 40 kg/m².
2. Pessoas com Índice de Massa Corpórea (IMC) entre 35 e 40 kg/m², que apresentem doenças associadas a obesidade como diabetes, hipertensão, apneia do sono, tumores, dislipidemia e artropatias.

## Classificação da Obesidade
A classificação da obesidade é de acordo com o IMC = peso/altura²
O aumento de peso atualmente está divido em:
- Abaixo de 18,5 - Abaixo do peso
- Entre 18,5 e 25 - Peso ideal
- 25 a 29,9 - Sobrepeso
- 30 a 34,9 - Obesidade Grau I
- 35 a 39,9 - Obesidade Grau II
- Acima de 40 - Obesidade Grau III (ou mórbida)

Mas esses índices variam. Um atleta pode ter um alto IMC sem ser obeso, já que músculos pesam mais do que gordura.

## Tipos de cirurgias
O tratamento clínico é escolha em pacientes com sobrepeso e obesidade leve (IMC entre 30-34,9 kg/m²).
Hoje está estabelecido que o tratamento cirúrgico está indicado em pacientes definidos com obesidade moderada (IMC > 35 kg/m²) que tenham comorbidades como apneia do sono, hipertensão, diabetes mellitus, dislipidemia, artropatias ou para pacientes com IMC maior que 40 kg/m² que não tenham obtido sucesso na perda de peso após dois anos de tratamento clínico (incluindo o uso de medicamentos).
A mortalidade por cirurgia bariátrica laparoscópica em 2009 é 0,3%
Estudos vão ainda mais longe demonstrando que o risco de morte em pacientes obesos submetidos à cirurgia bariátrica é 35% menor do que aqueles que seguem tentando realizar somente tratamentos clínico com IMC > 35 kg/m² com comorbidades ou IMC > 40 kg/m²

.
Tipo de mecanismo das cirurgias bariátricas:
1. Totalmente Restritivos - Causam restrição do estômago. Banda Gástrica Ajustável, Cirurgia de Mason e Cirurgia de Sleeve;
2. Mistos e Predominantemente restritivos: os desvios gástricos como o Bypass Gástrico com e sem anel;
3. Mistos e Predominantemente disabsortivos: as derivações bileopancreáticas (Duodenal Switch, Scopinaro);
4. Totalmente disabsortivo - Bypass Jejuno-Ileal (essa cirurgia foi proibida por complicações relacionadas à alça exclusa).

Os tipos de cirurgias bariátricas mais frequentemente realizados segundo Kawahara são: 
A técnica mais conhecida e estudada é a chamada Cirurgia de Bypass em Y de Roux. A cirurgia inicia com uma videolaparoscopia. Na sequência, os procedimentos são idênticos. O estômago, que tem capacidade para cerca de dois litros é seccionado com um grampeador cirúrgico de maneira a se obter um novo estômago com capacidade para apenas 15-30 ml. Uma alça intestinal é anastomosada ao novo estômago para permitir a saída e a absorção dos alimentos que é chamada anastomose gastrojejunal. O funcionamento da cirurgia é através da restrição da ingestão de alimentos, e em menor parte por disabsorção, uma vez que cerca de 150 cm de intestino delgado são desviados (técnica mista - predominantemente restritiva). O emagrecimento acentuado pode requerer cirurgias plásticas para a retirada do excesso de pele.
Um outro grupo de cirurgias para redução de peso é o das cirurgias chamadas "predominantemente disabsortivas" e as principais representantes deste grupo são as realizadas pela técnica de Scopinaro e o "Duodenal Switch". O paciente pode apresentar diarreia ao ingerir alimentos gordurosos e ter desnutrição proteica sobretudo no Scopinaro. Tanto o Scopinaro quanto o Duodenal Switch podem ser feitos por laparoscopia.
Em todas as técnicas, o paciente precisa ser acompanhado de perto por uma equipe especializada multidisciplinar e receber suplementos de vitamina B12, cálcio e polivitamínicos.
Também existe a opção pela gastroplastia endoscópica, a qual consiste em um método menos invasivo, uma vez que a cirurgia é feita via endoscopia, o que faz com que a recuperação do paciente seja mais rápida em relação às outras formas de cirurgia bariátrica